# Список станцій Празького метрополітену

Схема ліній

Це список станцій Празького метрополітену — системи ліній метрополітену в Празі (Чехія).

## Лінії та станції
- ‎Лінія A (Празький метрополітен)
- ‎Лінія B (Празький метрополітен)
- ‎Лінія C (Празький метрополітен)

### Лінія A(чеськ.Linka A)
Колія 1 (чеськ. Kolej 1) — від станції «Дейвіцька» до станції «Депо Гостіварж»
Колія 2 (чеськ. Kolej 2) — від станції «Депо Гостіварж» до станції «Дейвіцька»
|  | «Дейвіцька» (чеськ. Dejvická) (кол. Леніна, чеськ. Leninova)       | відкрита 12 серпня 1978                                                                |
|  | «Градчанська» (чеськ. Hradčanská)                                  | відкрита 12 серпня 1978                                                                |
|  | «Малостранська» (чеськ. Malostranská)                              | відкрита 12 серпня 1978                                                                |
|  | «Староместська» (чеськ. Staroměstská)                              | відкрита 12 серпня 1978                                                                |
|  | «Мустек» (чеськ. Můstek) (пересадка на однойменну станцію лінії B) | відкрита 12 серпня 1978, колонна, глибокого закладення                                 |
|  | «Музеум» (чеськ. Muzeum) (пересадка на однойменну станцію лінії C) | відкрита 12 серпня 1978                                                                |
|  | «Наместі Миру» (чеськ. Náměstí Míru)                               | відкрита 12 серпня 1978, пілонна, глибокого закладення                                 |
|  | «Їржиго з Подєбрад» (чеськ. Jiřího z Poděbrad)                     | відкрита 19 грудня 1980, пілонна зі вкороченим центральним нефом, глибокого закладення |
|  | «Флора» (чеськ. Flora)                                             | відкрита 19 грудня 1980, пілонна зі вкороченим центральним нефом, глибокого закладення |
|  | «Желівськего» (чеськ. Želivského)                                  | відкрита 19 грудня 1980                                                                |
|  | «Страшніцька» (чеськ. Strašnická)                                  | відкрита 11 липня 1987                                                                 |
|  | «Скалка» (чеськ. Skalka)                                           | відкрита 4 липня 1990                                                                  |
|  | «Депо Гостіварж» (чеськ. Depo Hostivař)                            | відкрита 26 травня 2006, наземна критого типу, займає кілька ланок однойменного депо   |

### Лінія B(чеськ.Linka B)
Колія 1 (чеськ. Kolej 1) — від станції «Черни-Мост» до станції «Злічин»
Колія 2 (чеськ. Kolej 2) — від станції «Злічин» до станції  «Черни-Мост»
|  | «Злічин» (чеськ. Zličín)                                                                                   | відкрита 11 листопада 1994                               |
|  | «Стодулкі» (чеськ. Stodůlky)                                                                               | відкрита 11 листопада 1994                               |
|  | «Лука» (чеськ. Luka)                                                                                       | відкрита 11 листопада 1994                               |
|  | «Лужіни» (чеськ. Lužiny)                                                                                   | відкрита 11 листопада 1994                               |
|  | «Гурка» (чеськ. Hůrka)                                                                                     | відкрита 11 листопада 1994                               |
|  | «Нове Бутовіце» (чеськ. Nové Butovice) (кол. Дукельська, чеськ. Dukelská)                                  | відкрита 26 жовтня 1994                                  |
|  | «Їнониці» (чеськ. Jinonice) (кол. Шверми, чеськ. Švermova)                                                 | відкрита 26 жовтня 1994                                  |
|  | «Радліцька» (чеськ. Radlická)                                                                              | відкрита 26 жовтня 1994                                  |
|  | «Сміховське надражі» (чеськ. Smíchovské nádraží)                                                           | відкрита 2 листопада 1985                                |
|  | «Андел» (чеськ. Anděl) (кол. Московська, чеськ. Moskevská)                                                 | відкрита 2 листопада 1985, пілонна, глибокого закладення |
|  | «Карлово наместі» (чеськ. Karlovo náměstí)                                                                 | відкрита 2 листопада 1985, пілонна, глибокого закладення |
|  | «Народні тршіда» (чеськ. Národní třída)                                                                    | відкрита 2 листопада 1985, пілонна, глибокого закладення |
|  | «Мустек» (чеськ. Můstek) (пересадка на однойменну станцію лінії A)                                         | відкрита 2 листопада 1985                                |
|  | «Наместі Републіки» (чеськ. Náměstí Republiky)                                                             | відкрита 2 листопада 1985, пілонна, глибокого закладення |
|  | «Флоренц» (чеськ. Florenc) (кол. Соколовська, чеськ. Sokolovská) (пересадка на однойменну станцію лінії C) | відкрита 2 листопада 1985                                |
|  | «Кржижикова» (чеськ. Křižíkova)                                                                            | відкрита 22 листопада 1990                               |
|  | «Інвалідовна» (чеськ. Invalidovna)                                                                         | відкрита 22 листопада 1990                               |
|  | «Пальмовка» (чеськ. Palmovka)                                                                              | відкрита 22 листопада 1990                               |
|  | «Чеськоморавська» (чеськ. Českomoravská)                                                                   | відкрита 22 листопада 1990                               |
|  | «Височанська» (чеськ. Vysočanská)                                                                          | відкрита 8 листопада 1998                                |
|  | «Колбенова» (чеськ. Kolbenova)                                                                             | відкрита 8 червня 2001                                   |
|  | «Глоубетин» (чеськ. Hloubětín)                                                                             | відкрита 17 жовтня 1999                                  |
|  | «Райська заграда» (чеськ. Rajská zahrada)                                                                  | відкрита 8 листопада 1998                                |
|  | «Черни-Мост» (чеськ. Černý most)                                                                           | відкрита 8 листопада 1998                                |

### Лінія C(чеськ.Linka C)
Колія 1 (чеськ. Kolej 1) — від станції «Гає» до станції «Летняни »
Колія 2 (чеськ. Kolej 2) — від станції «Летняни» до станції «Гає»
|  | «Летняни» (чеськ. Letňany)                                                                                 | відкрита 8 травня 2008                               |
|  | «Просек» (чеськ. Prosek)                                                                                   | відкрита 8 травня 2008                               |
|  | «Стржижков» (чеськ. Střížkov)                                                                              | відкрита 8 травня 2008                               |
|  | «Ладві» (чеськ. Ládví)                                                                                     | відкрита 26 червня 2004                              |
|  | «Кобиліси» (чеськ. Kobylisy)                                                                               | відкрита 26 червня 2004                              |
|  | «Надражі Голешовиці» (чеськ. Nádraží Holešovice) (кол. Фучика, чеськ. Fučíkova)                            | відкрита 3 листопада 1984                            |
|  | «Влтавська» (чеськ. Vltavská)                                                                              | відкрита 3 листопада 1984                            |
|  | «Флоренц» (чеськ. Florenc) (кол. Соколовська, чеськ. Sokolovská) (пересадка на однойменну станцію лінії B) | відкрита 9 травня 1974                               |
|  | «Главні надражі» (чеськ. Hlavní nádraží)                                                                   | відкрита 9 травня 1974                               |
|  | «Музеум» (чеськ. Muzeum) (пересадка на однойменну станцію лінії A)                                         | відкрита 9 травня 1974                               |
|  | «І. П. Павлова» (чеськ. I. P. Pavlova)                                                                     | відкрита 9 травня 1974, колонна, мілкого закладення  |
|  | «Вишеград» (чеськ. Vyšehrad) (кол. Готвальда, чеськ. Gottwaldova)                                          | відкрита 9 травня 1974, наземна, у складі метромоста |
|  | «Празького повстання» (чеськ. Pražského povstání)                                                          | відкрита 9 травня 1974                               |
|  | «Панкрац» (чеськ. Pankrác) (кол. Молодіжна / Младежніцька, чеськ. Mládežnická)                             | відкрита 9 травня 1974                               |
|  | «Будейовіцька» (чеськ. Budějovická)                                                                        | відкрита 9 травня 1974                               |
|  | «Качеров» (чеськ. Kačerov)                                                                                 | відкрита 9 травня 1974                               |
|  | «Розтили» (чеськ. Roztyly) (кол. Бургомістра Вацека, чеськ. Primátora Vacka)                               | відкрита 7 листопада 1980                            |
|  | «Ходов» (чеськ. Chodov) (кол. Будівників, чеськ. Budovatelů)                                               | відкрита 7 листопада 1980                            |
|  | «Опатов» (чеськ. Opatov) (кол. Дружби, чеськ. Družby)                                                      | відкрита 7 листопада 1980                            |
|  | «Гає» (чеськ. Háje) (кол. Космонавтів, чеськ. Kosmonautů)                                                  | відкрита 7 листопада 1980                            |